# 西田耕三 (経営学者)
西田 耕三（にしだ こうぞう、1938年11月1日 - ）は、日本の経営学者、名古屋市立大学名誉教授。愛知県名古屋市生まれ。

## 略歴
- 1961年、神戸大学経営学部卒。松下電器産業人事本部考査部調査課でモラール・サーベイ、週休二日制のための対応策の研究などを行う。
- 1963年、神戸大学大学院進学。
- 1968年、同経営学研究科博士課程満期退学、愛知大学専任講師。
- 1971年、『企業行動科学に関する一考察』で神戸大経営学博士。
- 1972年、名古屋市立大学経済学部助教授。
- 1976年、同大学教授。
- 1998年 - 2000年度、公認会計士2次試験委員。
- 2004年、定年退官、名誉教授。

## 著書
- 企業行動科学の基礎（1969年、白桃書房 現代経営学全集）
- 意思決定とシミュレーション（1970年、白桃書房 現代経営学全集）
- ワーク・モチベーション研究 現状と課題（1976年、白桃書房）
- なにが仕事意欲をきめるか（1977年、白桃書房）
- 日本的経営と働きがい 老齢化社会への対応（1978年、日経新書）
- 高齢化問題への企業戦略 日本的経営の変革にむけて（1980年、有斐閣選書）
- 日本社会と日本的経営 社会結合論アプローチ（1982年、文真堂）
- R&Dテーマ発掘のマネジメント（1984年、文真堂）
- 韓国調査ノート 社会と企業の韓日米比較（1986年、白桃書房）
- 事業発展と戦略思考（1986年、同文館出版）
- 挑戦型企業の生成・挫折・再起事例研究（1986年、白桃書房）
- 日本的経営と人材（1987年、講談社現代新書）
- 創造体質への企業変革（1988年、東洋経済新報社）
- ビジネス・ロマン（1988年、同文館出版）
- グローバルCI（コーポレート・アイデンティティ）の構図（1990年、中央経済社）
- 「クリエイティブ」重視の処遇革新 社員の知恵を引きだす動機づけ（1993年、ダイヤモンド社）
- 創造に挑戦する社員のために 仕方と要件（1995年、文真堂）
- 中高年敬遠病の克服 業務と人事管理の大改造（1997年、文真堂）
- 経営学 日本企業の将来予測（1999年、有斐閣）
- 大学をリシャッフルする 活性化への組織・行動改革 教育改革シリーズ1（2000年6月、近未来社、ISBN 978-4-906431-11-3）

### 共編著
- 経営管理入門（1978年、有斐閣新書） - 共著
- 組織の行動科学 モティベーションと意思決定（1981年、有斐閣選書） - 共編
- トヨタの組織革新を考える 創造時代の組織と人事管理（1990年、産能大学出版部） - 編著

### 翻訳
全て著者はDon Hellriegel,John W.Slocum, Jr.、発売は同朋舎メディアプラン、発売年は2003年。
- 新しいリーダーシップの確立 - 河合篤男、原拓志共監訳
- 意思決定と戦略的プランニング能力 - 監訳
- いまなぜ新しいマネジメントが求められるのか - 監訳
- 国境を越える人と企業、これからのビジネス・エシックス - 監訳
- 統制の理論と実践 - 河合篤男、原拓志共監訳
- 人を伸ばす組織のつくり方と人のマネジメント - 監訳
- 変貌する世界と新しいマネジメント - 河合篤男共監訳